# Antonio Valencia
Luis Antonio Valencia Mosquera (Nueva Loja, 4 de agosto de 1985) é um ex-futebolista equatoriano que atuava como lateral-direito, meia ou ponta-direita.

## Carreira

### Villarreal e Huelva
Na metade da temporada de 2005, Valencia foi vendido ao Villarreal, da Espanha. Com problemas de adaptação, não teve muitas oportunidades de jogar e foi emprestado ao Huelva, da Segunda Divisão Espanhola.

### Wigan
Chegou ao Wigan em agosto de 2006, emprestado pelo Villarreal. Em 2008, após dois anos de empréstimo, o clube inglês comprou seus direitos federativos. Com boas atuações pela equipe, Valencia foi um dos destaques da Premier League de 2008–09.

### Manchester United
Foi contratado pelo Manchester United no dia 30 de junho de 2009, assinando por quatro temporadas.
Durante sua primeira temporada, a equipe já não contava mais com o astro português Cristiano Ronaldo, que havia sido contratado pelo Real Madrid. Assim, Valencia teve muitas chances como titular no time de Alex Ferguson, mesmo disputando vaga com Park Ji-sung, Nani e o experiente Ryan Giggs.
No dia 14 de setembro de 2010, em um jogo da Liga dos Campeões da UEFA contra o Rangers, o equatoriano sofreu uma grave fratura em seu tornozelo esquerdo, ficando afastado dos gramados por cerca de seis meses. Voltou a treinar em fevereiro de 2011, e jogou sua primeira partida após a lesão no mês seguinte, contra o Arsenal, no dia 12 de março. Ao final da temporada, o Manchester United conquistou a Premier League e Valencia tornou-se o primeiro jogador equatoriano a ser campeão do torneio.
Renovou seu contrato em junho de 2014, assinando um novo vínculo por mais três temporadas.
Em junho de 2019, após dez anos na equipe, Valencia não teve seu contrato renovado e deixou o Manchester United.

### LDU Quito
No dia 28 de junho de 2019, anunciou seu retorno ao Equador e fechou com a LDU Quito.

## Seleção Nacional
Após ter atuado pela Seleção Equatoriana Sub-20, Valencia estreou pela Seleção Equatoriana principal no dia 27 de março de 2005, contra o Paraguai, numa partida válida pelas Eliminatórias da Copa do Mundo de 2006. O meia teve boa atuação e marcou dois gols na goleada equatoriana por 5–2.
Durante a Copa do Mundo FIFA de 2006, a FIFA realizou uma pesquisa a nível mundial para eleger o melhor jogador jovem. Valencia foi um dos candidatos, junto com Lionel Messi, Cristiano Ronaldo, Lukas Podolski, Cesc Fàbregas, Andrés Guardado e Tranquillo Barnetta. O atacante alemão Podolski acabou sendo o vencedor da premiação.
Convocado por Reinaldo Rueda para a Copa do Mundo de 2014, realizada no Brasil, Valencia foi o capitão da Seleção Equatoriana na competição. No entanto, não conseguiu evitar a eliminação do Equador na fase de grupos.

## Títulos
El Nacional
- Campeonato Equatoriano (Clausura): 2005

Huelva
- Segunda Divisão Espanhola: 2005–06

Manchester United
- Copa da Liga Inglesa: 2009–10 e 2016–17
- Supercopa da Inglaterra: 2010, 2013 e 2016
- Premier League: 2010–11 e 2012–13
- Copa da Inglaterra: 2015–16
- Liga Europa da UEFA: 2016–17

### Prêmios individuais
- Troféu Alan Hardaker: 2010
- Equipe do Ano da PFA: 2009–10
- Prêmio Sir Matt Busby: 2011–12
- Jogador da Temporada do Manchester United: 2011–12
- Gol da Temporada do Manchester United: 2011–12